# Mötzow
Das Dorf Mötzow ist ein Gemeindeteil Beetzseeheides im Norden des Landkreises Potsdam-Mittelmark in Brandenburg.

## Geografie
Mötzow liegt als einziger Ort der Gemeinde Beetzseeheide am östlichen Ufer des Beetzsees, eines langgestreckten eiszeitlichen Rinnensees. Mötzow selbst liegt auf einer kleinen Moränenkuppe. Südlich liegt eine kleine, ebenfalls eiszeitlich gebildete Endmoränenhochfläche mit dem 49 Meter hohen Wasenberg. Neben dem Beetzsee gibt es noch einige weitere kleine Seen südlich und westlich Mötzows, die jedoch anthropogenen Ursprungs sind. Diese bildeten sich in ehemaligen Tongruben, in denen der Rohstoff für umliegende Ziegeleien gewonnen wurde. Die Seen des Katharinenbruchs liegen in einer eiszeitlichen Schmelzwasserrinne. Südlich Mötzows liegt die Mittelstadt Brandenburg an der Havel als das Oberzentrum der Region.

## Geschichte
Funde dokumentieren eine Besiedlung der Mötzower Gegend bereits zur Eisenzeit. Weitere Zeugnisse stammen aus der Zeit slawischer Besiedlung im 8. beziehungsweise 9. Jahrhundert. Erstmals urkundlich erwähnt wurde „Mukzowe“ 1161. Es wurde dem Brandenburger Domkapitel übertragen und lag bis zu dessen Auflösung 1571 im Hochstift Brandenburg, dem Fürstentum des Brandenburger Bischofs. Im 13. Jahrhundert wurde das Dorf ausdrücklich als slawische Siedlung beschrieben. Es lag etwas südwestlich seiner heutigen Lage. In der Folge wurde Mötzow eine Wüstung. Nur ein Wirtschaftshof blieb erhalten. Im weiteren historischen Verlauf war Mötzow ein Vorwerk des Doms zu Brandenburg mit Schäferei. Der Wasenberg südlich Mötzows war eine Hochgerichtsstätte. Auf ihm wurden mindestens vom 16. bis ins 18. Jahrhundert Todesurteile am Galgen vollstreckt. Ab 1717 verpachtete das Domkapitel die Ländereien. Im 19. Jahrhundert gab es in Mötzow zwei Ziegeleien. Das Ziegeleiwesen war um den Beetzsee verbreitet, gab es doch reiche Tonvorkommen und konnte der See und die Havel als Transportweg ins etwa 60 Kilometer entfernte Berlin genutzt werden. Bis 1945 war das Domstiftsgut Mötzow verpachtet, blieb nach dem Zweiten Weltkrieg aber länger unbewirtschaftet und wurde während der Zeit der DDR schließlich wieder, um der Enteignung zu entgehen, von der Kirche bewirtschaftet. Nach der politischen Wende wurde das Gut wieder verpachtet.
Vom 1. Juli 1950 bis zum 24. Juli 1952 gehörte Mötzow zu Brandenburg an der Havel.

## Sehenswürdigkeiten

### Baudenkmale

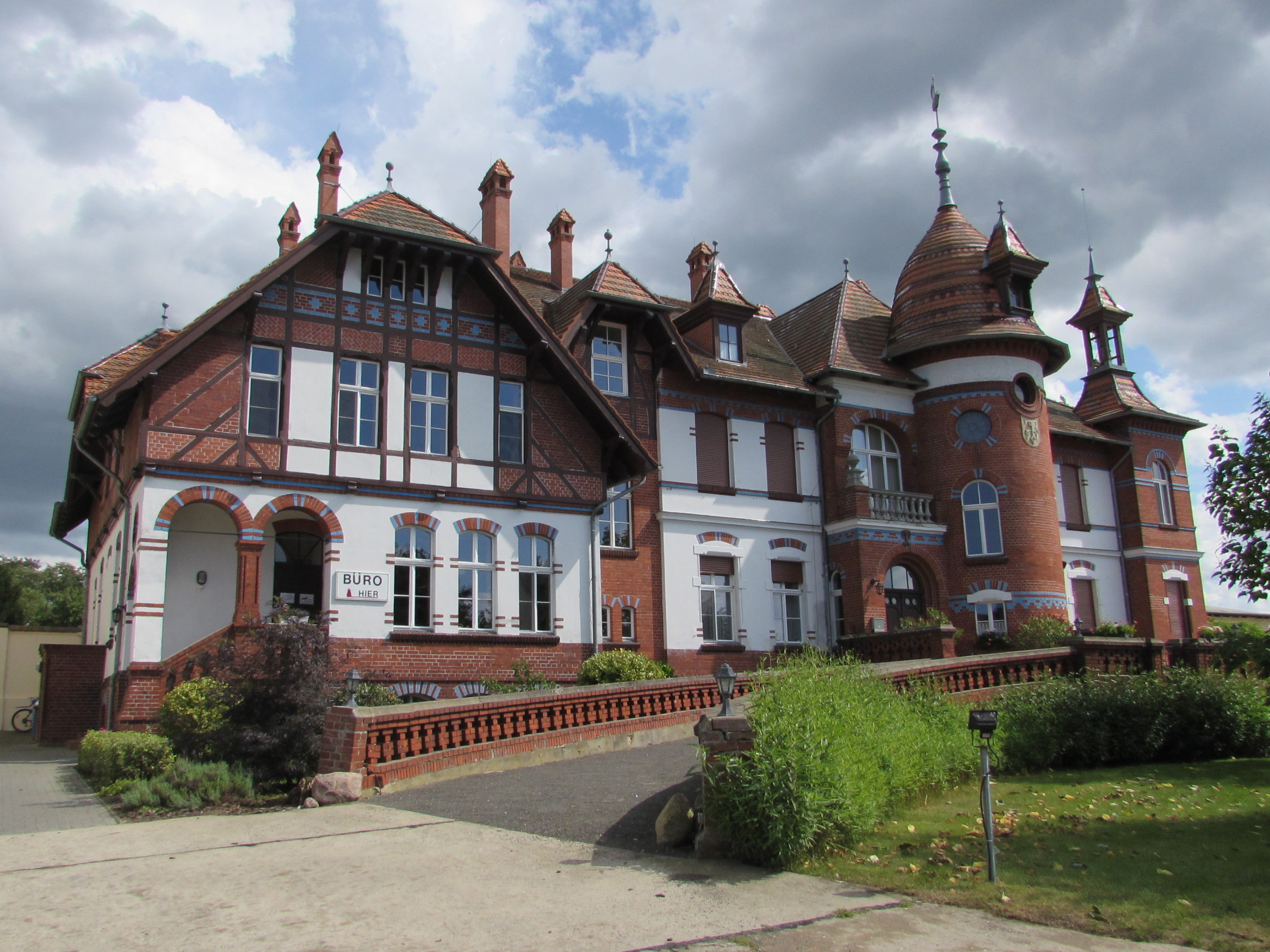
Das Gutshaus in Mötzow. Deutschlands zweitschönster „Bauernhof“

Das Gutshaus Mötzow des Domstifts ist dem späten Historismus zuzuordnen. Es wirkt schlossähnlich und ist ein Beispiel für Herrensitze des späten 19. Jahrhunderts in der Gegend um die Stadt Brandenburg. Es wurde mit roten Ziegeln gemauert, die großteils unverputzt blieben. Auffällig sind die vielen Nischen, die durch Risalite mit Krüppelwalmdächern und turmartige Anbaue verschiedener Größe und Gestalt entstanden. Außerdem finden sich mehrere ebenfalls turmartige Dachreiter und verschiedenartige Fenster. Baujahr des Herrensitzes soll 1894 gewesen sein. Neben dem Gutshaus gibt es einige teilweise deutlich ältere Wohn- und Wirtschaftsgebäude in der Gutssiedlung. In einer Umfrage der ARD wurde das Domstiftsgut 2012 zum zweitschönsten Bauernhof Deutschlands gewählt.

### Museen
Einziges Museum Mötzows ist das N’Ostalgiemuseum in der sogenannten Kunstmühle auf dem Gut. Es handelt sich dabei um ein von Horst Häger eröffnetes und von seiner Enkelin Nancy Häger weiterbetriebenes privates Museum, welches Exponate des Alltags in der DDR zwischen 1949 und 1990 ausstellt. Die Sammlung umfasst mehr als 12.000 Stücke. Ursprünglich befand sich das Museum in der Steinstraße in der Stadt Brandenburg, zog 2009 jedoch nach Beetzseeheide um. Durchschnittlich 4000 Besucher zählt das Museum während der sechsmonatigen Sommersaison. Im Winterhalbjahr ist die Ausstellung nur bei vorheriger Anmeldung zu besuchen. In weiteren Räumen der Kunstmühle werden regelmäßig regionale Künstler ausgestellt. 2013 wurden Fotografien von Lars Friebel und Ronald Geisler und Bilder der Malerin Gisela Neuenhahn ausgestellt.

## Schutzgebiete
In der Gemarkung Mötzow gibt es eine Vielzahl von Schutzgebieten. So liegt sie vollständig innerhalb des Naturparks Westhavelland. Weiterhin sind weite Flächen Teil des Landschaftsschutzgebietes Westhavelland und des SPA-Gebietes Mittlere Havelniederung. Das Erdeloch bei Mötzow unmittelbar westlich des Dorfes ist als Flächennaturdenkmal und der Katharinenbruch ist als Geschützter Landschaftsbestandteil unter Schutz gestellt. Daneben gibt es in Mötzow noch Teilflächen der als Geschützter Landschaftsbestandteil ausgewiesenen Feldmark Mötzow-Lünow und des FFH-Gebietes Mittlere Havel Ergänzung. Weiterhin gibt es einige Geschützte Biotope und eine Geschützte Allee.